# Mihály Vörösmarty
Dans le nom hongrois Vörösmarty Mihály, le nom de famille précède le prénom, mais cet article utilise l’ordre habituel en français Mihály Vörösmarty, où le prénom précède le nom.
Mihály Vörösmarty (prononciation : [ˈvøɾøʃmɒɾti]) est un écrivain hongrois de l'époque romantique, né le 1er décembre 1800 à Kápolnásnyék et mort le 19 novembre 1855 à Pest. 
Il est l'auteur de plusieurs poèmes, considérés comme des épopées nationales en Hongrie, et du célèbre Szózat, devenu un second hymne officiel.

## Biographie
Chef de file des Romantiques il est le plus important poète de la première moitié du XIXe siècle. Né en Transdanubie d'une famille de hobereaux appauvris, il fait des études de droit à l'Université de Pest, puis devenu précepteur, il tombe désespérément amoureux de la fille de la famille. Il écrit dès l'âge de quinze ans. Sa première œuvre importante, La fuite de Zalàn (1825), une épopée sur l'arrivée des hongrois connaît un succès retentissant. Le nationalisme triomphant de sa génération lui fait un excellent accueil. Vörösmarty se plie aux exigences de la noblesse en matière de conceptions historiques; il recrée une mythologie hongroise depuis longtemps perdue, ou qui n'a peut-être jamais existé. Dans ses poèmes épiques plus brefs, l'apport personnel perce derrière la narration; ce sont des histoires situées dans des époques lointaines, imaginaires. Cette période de son œuvre se clôt par la pièce féérique et philosophique Csongor et Tünde (1830) dont l'humour rappelle celui de Shakespeare dans Songes d'une nuit d'été. D'ailleurs il donne de remarquables traductions de Shakespeare. Ses autres pièces se ressentent parfois de l'influence de Hugo et des mélodrames allemands. Il rejoint Karoly Kisfaludy et le cercle romantique de l'almanach Aurora. À partir de 1836 il dirige la revue Athenaeum. À cette époque, sa poésie reflète des préoccupations d'ordre national mais son patriotisme se situe à une échelle presque cosmique qui touche aux problèmes de l'humanité entière. Il se marie en 1843 et écrit des poèmes d'amour à son épouse vingt ans plus jeune. Partisan de Kossuth, il est élu député en 1848. En 1849 il doit se réfugier dans la clandestinité. Gracié il se retire dans ses terres. Sa santé est minée, il est au bord de la folie, c'est alors qu'il écrit ses poèmes visionnaires, les plus grandioses. Son enterrement en 1855 fut la première manifestation muette depuis l'écrasement de la révolution hongroise, contre le despotisme de l'oppresseur .

## Postérité
À Budapest, le nom de Mihály Vörösmarty a été donné à une place (Vörösmarty tér) et à une rue (Vörösmarty utca), ainsi qu'aux stations de métro situées à proximité (Vörösmarty tér, Vörösmarti utca), toutes deux situées sur la ligne M1.